# Biser vino
Biser vino (resko vino, polupjenušavo vino, tal. vino frizzante) je prema hrvatskom Zakonu o vinima, vino u užem smislu riječi. Biser vinom smijese nazivati ona vina dobivena od stolnog vina, kvalitetnog vina ili proizvoda podobnih za dobivanje stolnog vina ili kvalitetnog vina pod uvjetom da takva vina ili proizvodi imaju ukupnu alkoholnu jakost ne manju od 9 vol. % ili stvarnu volumnu alkoholnu jakost ne manju od 7 vol. % i koja imaju tlak, zbog u njima nastalog ugljičnog dioksida, ne manji od 1 bara i ne veći od 2,5 bara kada se drži na temperaturi od 20 °C u zatvorenim posudama.
Biser vina mogu biti: stolno biser vino, stolno biser vino s kontroliranim zemljopisnim podrijetlom, kvalitetno biser vino s kontroliranim zemljopisnim podrijetlom. Po sadržaju neprevrelog šećera biser vina se dijele na vrlo suha, suha, polusuha, poluslatka i slatka, odnosno extra brut (manje od 6 g/L), (brut, manje od 15 g/L), vrlo suho (extra sec, dry; između 12 _ 20 g/L), suho (sec, dry; između 17 – 35 g/L), polusuho (demi sec; između 33–50 g/L) i slatko (doux; više od 50 g/L).
Prema hrvatskom Pravilniku o vinima, analitičkom i organoleptičkom provjerom kakvoća biser vina provjerava se putem fizikalno kemijske analize, a dodatnom se provjerava ugljični dioksid i dr. U proizvodnji prirodnih biser vina, ekspedicioni liker  dodaje se radi postizanja specifične kakvoće. U prirodnom biser vinu, sadržaj sumpornog dioksida smije iznositi do 250 mg/l, od čega slobodnog sumpornog dioksida do 20 mg/L. Stvarna volumna alkoholna jakost kvalitetnog biser vina s kontroliranim zemljopisnim podrijetlom ne smije biti manja od 10 vol %.

## Vanjske poveznice
- (slo.) Pomurski sejem Pravilnik ocenjevanja vin vino Slovenija, Gornja Radgona